# Stubete am See
Die Stubete am See ist ein Festival für neue Schweizer Volksmusik. Sie findet seit 2008 alle zwei Jahre in der Tonhalle in Zürich statt und dauert ein Wochenende lang. Das Festival wurde von Florian Walser und Johannes Schmid-Kunz initiiert und ist bis heute im Zweimannbetrieb organisiert.

## Vorgeschichte
Die Schweizer Volksmusik hatte vor allem in den urbanen Gebieten seit den Folgen der Geistigen Landesverteidigung immer wieder mit Vorurteilen zu kämpfen. Zürich galt vor dem Zweiten Weltkrieg als Ländlerhochburg und 1939 fand sogar das eidgenössische Trachtenfest in der Tonhalle statt. Doch bald nach dem Krieg wurde die Schweizer Volksmusik sowohl aus der Tonhalle, als auch aus dem Veranstaltungskalender der Stadt Zürich weitgehend gestrichen. Sie wurde als etwas veraltet-reaktionäres abgetan, das nicht in das moderne Umfeld der Stadt Zürich passte. Mit neuen Einflüssen aus anderen Musikgenres oder ausländischer Volksmusik, aber auch durch einen professionellen reflektierenden Umgang mit dem eigenen Kulturgut konnte die Schweizer Volksmusik seit den 1990er Jahren ihr verstaubtes Image ablegen und sich als sehr innovativ und vielseitig präsentieren. Im Rahmen dieser Entwicklung wurde die Stubete am See 2007 am Wettbewerb „echos – Volkskultur für morgen“ der Stiftung Pro Helvetia als ein wegweisendes Projekt ausgezeichnet.

## Programm
Die Stubete am See präsentiert alle zwei Jahre ein umfassendes Abbild der neuen Schweizer Volksmusik aus allen Sprachregionen der Schweiz. Es werden zahlreiche Bühnen in der Zürcher Tonhalle bespielt. Es finden auch Stubete statt, die den Musikern die Möglichkeit zum musikalischen Austausch geben und das Publikum selbst miteinbeziehen.
Seit 2012 werden Volkstanzcrashkurse angeboten um die Tanzflächen im Vestibül der Tonhalle und dem Bauschänzli zu füllen. 2014 wurde die Stubete am See erstmals am Freitagabend mit dem Stubete-Ball im kleinen Tonhallensaal eröffnet, der seither fester Bestandteil des Festivals ist.
Mit einem parallel laufenden Kinderprogramm sind seit 2014 auch jüngere Konzertbesucher an der Stubete am See willkommen.
2018 und 2020 fand das Festival in der Tonhalle Maag, im Schiffbau und im Jazzclub Moods in Zürich West statt.

## Dä goldig Schwan
Dä goldig Schwan (dt. Der goldene Schwan) war ein Preis, den das Publikum der Stubete am See per Internetvoting für ein Pflichtstück vergab. Jede Formation bekam dabei dasselbe Musikstück, das sie in einem eigenen Arrangement in ihr Konzertprogramm aufnahm. Ab 2016 wurde der Preis nicht mehr vergeben.

## Das Ländlerorchester
Die Stubete am See vergibt verschiedene Auftragskompositionen. Eine davon wird jeweils für das Ländlerorchester geschrieben. Der Engadiner Klarinettist Domenic Janett hatte 2006 die Idee, sämtliche Instrumente der Schweizer Volksmusik in einem Orchester zu vereinen. 2008 bot die erste Stubete am See den perfekten Rahmen, diese Idee umzusetzen. Seither ist das Ländlerorchester – wenn auch immer in etwas veränderter Besetzung – zum Hausorchester der Stubete am See geworden und alle zwei Jahre wird ein 45-minütiges neues Werk präsentiert.
| Jahr | Komponist          | Titel                 |
| ---- | ------------------ | --------------------- |
| 2008 | Domenic Janett     | Ländler-Rhapsodie     |
| 2010 | Dani Häusler       | Waldstätter-Fantasie  |
| 2012 | Markus Flückiger   | Schloffätanz          |
| 2014 | Thommaso Huber     | Alpine Metamorphosen  |
| 2016 | Pirmin Huber       | feeling               |
| 2018 | Andi Gabriel       | Verändler             |
| 2020 | Thomas Aeschbacher | Jahreszyte im Ämmitau |
| 2022 | Tobi Zwyer         | Stadt-Land            |
| 2024 | Kristina Brunner   |                       |

## Konzertaufnahmen
Die Mehrheit der Konzerte der Stubete am See werden für Schweizer Radio SRF2 mitgeschnitten. Alle Konzertaufnahmen sind in der Schweizerischen Nationalphonothek abrufbar. Eine umfassende Auswahl von Live-Aufnahmen steht zudem auf stubeteamsee.ch als Stream zur Verfügung.